# Ратко Младић
Ратко Младић (Божановићи, код Калиновика, 12. март 1942) српски је генерал. Младић је био командант Главног штаба Војске Републике Српске (1992—1995) и један од српских вођа током распада Југославије. За вријеме ратних сукоба у Хрватској и Босни и Херцеговини, командовао је низом кључних војних операција.
Младић је прво распоређен у 3. армијску област 27. септембра 1965, у гарнизон у Скопљу, гдје је са чином потпоручника командовао водом 89. пјешадијског пука. Чин потпуковника добија 25. децембра 1980. у Одјељењу за оперативну наставу у команди гарнизона Скопље. Затим је постављен на положај команданта 39. пјешадијске бригаде у Штипу.
Младић се 1991. налазио на дужности помоћника команданта 52. (приштинског) корпуса на Косову и Метохији. Убрзо након његовог именовања, дошло је до озбиљног погоршања ситуације у Хрватској и борбених дејстава, која су вођена између хрватских паравојних снага и дијела ЈНА, па је крајем јуна премјештен у Книн као командант 9. корпуса ЈНА. На дужност начелника Главног штаба Војске Републике Српске постављен је у мају 1992 и на тој дужности је остао до децембра 1996. године.
Хашки трибунал је подигао оптужницу против Младића 1995. године. Његово хапшење и изручење било је један од услова отпочињања преговора за приступање Србије Европској унији; за информације које могу допринијети његовом хапшењу понуђена је награда од 1 до 10 милиона евра. Младић је ухапшен у Србији 26. маја 2011 а Хашком трибуналу је изручен 31. маја исте године. У неколико градова Србије и Српске су одржани протести против хапшења. Суђење је почело 16. маја 2012. године по 11 тачака оптужнице, укључујући и за масакр у Сребреници. Првостепеном пресудом од 22. новембра 2017. осуђен је на доживотан затвор, што је потврдило судско вијећа Механизма 8. јуна 2021. године.
На дан Светог Саве, 27. јануара 2025. је на друштвеној мрежи X настала објава корисника који се представљао као Ратко Младић, у којој он подржава студенте и протесте у Србији. Младићев главни бранилац Дан Иветић је за Вечерње новости категорички демантовао да је ту објаву написао генерал Младић, и негирао је било какве његове везе са тим налогом.

## Биографија

### Младост и образовање
Ратко Младић је рођен 12. марта 1942. (по неким изворима 1943) у селу Божановићи код Калиновика, које се у то вријеме налазило у Независној Држави Хрватској, коју су створиле окупационе власти на територији Краљевине Југославије. Ратков отац, Неђо Младић (1909—1945), био је командант партизанског одреда и погинуо је у борби са усташама 1945. године. Мајка Стана (1919—2003, дјевојачко Лаловић), сама је подизала кћерку Милицу (1940, удату Аврам) и синове Ратка и Миливоја (1944—2001).
Пред само његово рођење, Раткови родитељи су обољели од тифуса, а и сам Ратко био је тешко болестан. Преживио је захваљујући италијанским војницима. Након основне школе, Младић се сели у Београд, гдје завршава Војноиндустријску школу у Земуну. У Југословенску народну армију ступа путем конкурса на Војну академију дана 20. октобра 1961. године. Савезу комуниста Југославије придружио се 12. фебруара 1964. године. У активну војну службу ступа 27. септембра 1965, када је потписао војну заклетву.

### Војна каријера
Младић је распоређен у 3. армијску област 27. септембра 1965, у гарнизон у Скопљу, гдје је са чином потпоручника командовао водом 89. пјешадијског пука. Дипломирао на тромјесечном курсу обавјештајног и извиђачког рада и на курсу грчког језика 1967, након чега стиче чин поручника. Постаје командант извиђачког вода 1968. Чин капетана стиче 1970. године. У чин капетана прве класе произведен је 27. новембра 1974. и постављен је на дужност помоћника команданта за позадину 87. самосталне пјешадијске батерије. На Командно-штабну академију Копнене војске ЈНА кренуо је 1976, гдје је дипломирао курс комбинованог оружја. Са чином мајора одлази на службу у 3. армијску област 1977, у гарнизон у Куманову, гдје постаје командант 1. пјешадијског батаљона 89. пјешадијске бригаде.
Чин потпуковника добија 25. децембра 1980. у Одјељењу за оперативну наставу у команди гарнизона Скопље. Затим је постављен на положај команданта 39. пјешадијске бригаде у Штипу. Након неког времена, поново служи у гарнизонима у Скопљу и у Охриду. Након што му је 18. августа 1986. додијељен чин пуковника, постављен је на положај команданта 39. пјешадијска бригаде 26. пјешадијске дивизије у Штипу. У септембру исте године упућен је на једногодишњу обуку у КШШ ОЦ ВВШ КОВ ЈНА. Младић је 31. јануара 1989. постављен за помоћника начелника Одјељења за наставне послове у 3. армијској области. У гарнизон у Приштини пребачен је 25. јануара 1991. на дужност помоћника команданта за позадину 53. корпуса.

##### Распад Југославије

###### Рат у Хрватској
Младић се 1991. налазио на дужности помоћника команданта Приштинског корпуса на Косову и Метохији. Убрзо након његовог именовања, дошло је до озбиљног погоршања ситуације у Хрватској и борбених дејстава, која су се водила између хрватских паравојних снага и дијела ЈНА, па је крајем јуна премјештен у Книн као командант 9. корпуса ЈНА.
Љиљана Булатовић Медић у књизи о генералу Младићу пише, прије него што су нове униформе и ознаке јасно подијелиле нове стране, Младић је прелазио линију фронта у цивилном одијелу, користећи документа хрватског официра, често са Славком Лисицом.

Младић, к’о Младић! Стално у покрету и неустрашив. Хладнокрван и сталожен по обичају. Једанпут смо били испред усташких положаја на Прокљанском језеру. Он каже: ’Лијо, имаш ли гаће да се купамо!’ Није ми било до купања, већ до јела, а Младић бућ у воду, па час на леђа, час плива другим стилом. Престани са пливањем, вичем Младићу, преко су усташе, могу да нас виде и гађају… Када се Младић добро искупао и обукао, домаћин је спремио рибу. Посматрао сам Младића и мислио да у својој каријери нисам срео храбријег официра. И касније сам се уверио да је тај човек ’оперисан’ од страха. Молио сам га доцније да се чува, јер ако се ми чувамо и Бог ће нас чувати… 

— Славко Лисица о Младићу
Према процјени америчког војног историчара Дејвида Исбија, прије него што је Младић именован за команданта, 9. корпус ЈНА вршио је миротворне дјелатности, не улазећи у непосредни сукоб са мјесним Хрватима и Србима. Након Младићевог доласка на чело корпуса, корпусне јединице су почеле све више учествовати у одбијању хрватских напада, а затим су постепено прешле у непосредну офанзиву. Важне операције под Младићевим руководством су биле заузимање села Кијево 26. августа и Масленичког моста 11. септембра, које су Хрвати држали под својом контролом. Ратку Младићу је ванредно додијељен чин генерал-мајора 4. октобра 1991. године. Истовремено, постао је први официр ЈНА који је постао генерал послије Другог свјетског рата, а да није прошао посебне прегледе.
Младић је ванредно унапријеђен у чин генерал-потпуковника 24. априла 1992. године.

###### Рат у Босни и Херцеговини
Референдум о независности Босне и Херцеговине расписан је 25. јануара 1992, а одржавање је заказано за 29. фебруар и 1. март. Одзив на референдуму био је 63,4%, од чега је 99,7% бирача гласало за независност. Међутим, Срби који су чинили нешто мање од трећине становништва БиХ, бојкотовали су референдум и прогласили непослушност новој Влади БиХ, почев од 27. марта оснивајући Владу Српске Републике Босне и Херцеговине. Започели су сукоби који су прерасли у борбена дејства. На територији БиХ била је распоређена Хрватска војска, која је нападала јединице ЈНА и српске формације. Вођа Муслимана Алија Изетбеговић наредио је општи напад на касарну ЈНА у Сарајеву. Предсједништво Босне и Херцеговине окупило се 27. априла у непотпуном саставу, са захтјевом да ЈНА положи оружје и напусти територију Босне и Херцеговине. Муслиманске снаге су 2. маја 1992. опколиле касарне ЈНА у Сарајеву и извеле серију напада на њих. Младић је 9. маја постављен на дужност начелника штаба и замјеника команданта 2. армијске области ЈНА са штабом у Сарајеву, а 10. маја је постао командант армијске области. У то вријеме, у Сарајеву су се већ водили оружани сукоби.
Скупштина српског народа у Босни и Херцеговини донијела је одлуку 12. маја о оснивању Војске Српске Републике Босне и Херцеговине. На дужност начелника Главног штаба постављен је генерал-потпуковник Ратко Младић. На тој дужности остао је до децембра 1996. године. У мају 1992, након повлачења ЈНА из Босне и Херцеговине, бивша 2. армијска област ЈНА постала је срж Војске Српске Републике БиХ.
Јединице под Младићевом командом напале су енклаву Сребреница у марту 1993, одакле су муслиманске формације нападале околна српска села. Напади су били праћени масакрирањем српских цивила, што је један од главних разлога за напад ВСРБиХ на енклаву. Младић је командовао операцијом Лукавац 93 у јулу 1993, која је резултовала српским заузимањем Трнова и планина у близини Сарајева. ВРС је под непосредном командом Младића у прољеће 1994. покренула велику офанзиву на муслиманску енклаву Горажде. Младић је 24. јула унапријеђен у чин генерал-пуковника.
Војска Републике Српске је под Младићевом командом напала Сребреницу 6. јула 1995. и након пет дана, 11. јула, заузела град. Послије заузимања, према различитим изворима убијено је између 4970 и 8372 Бошњака. Око 36.000 жена и дјеце је депортовано из града и транспортовано аутобусима до Кладња, који је био под контролом Бошњака.
Прије почетка хрватске офанзиве на Српску Крајину, предсједник Српске Радован Караџић објавио је 2. августа да преузима команду на војском и да уклања Младића са дужности главнокомандујућег. Караџић је оптужио Младића за губитак два најважнија српска града у западној Босни — Гламоч и Босанско Грахово — која су заузета током хрватске офанзиве Љето ’95, што је убрзо довело до наглог краха Српске Крајине. Младићу је била предложена нова дужност — Специјални савјетник врховног команданта за координацију заједничке одбране Републике Српске Крајине и Републике Српске. Младић је имао велику популарност међу припадницима ВРС и одбио је да се придржава тог наређења. Караџић је био приморан да наређење укине у року од недјељу дана.

###### Послијератни период
Указом тадашњег предсједника Српске Биљане Плавшић, генерал Ратко Младић смијењен је 8. новембра 1996. са дужности команданта Главног штаба, који је трансформисан у Генералштаб. Истовремено, Младић је имао статус активног војног лица у Војсци Југославије. Указом предсједника СРЈ Војислава Коштунице од 28. фебруара 2001, Младић је отпуштен из редова ВЈ. Указом предсједник Српске од 7. марта 2002. „престаје професионална војна служба генерал-пуковника Ратка Младића”. Младић је 8. марта 2002. отпуштен из професионалне војне службе. Тада је званично пензионисан. Младић је добио право на исплате према Уговору о начину рјешавања питања запошљавања професионалног војног особља из састава ЈНА, који су остали да службе у ВРС. Пензију је Младић примао до новембра 2005, када су му под притиском Европске уније и Хашког трибунала престале исплате.

#### Бјекство и хапшење
Хашки трибунал је у јулу 1995. године, након подизања оптужнице и његовог одбијања да се појави на суду, издао налог за хапшење Младића, а у јулу 1996. издат је међународни налог за хапшење. У то вријеме, Младић је већ напустио Босну и Херцеговину. Убрзо се појавио у Београду, гдје је у наредним годинама живио под заштитом предсједника Југославије Слободана Милошевића. Послије пада Милошевића са власти 2000, Младић се скривао у селу Крчмар код Ваљева, гдје је остао до јуна 2002. године. Полиција Србије је ухапсила неколико особа које су помагале Младићу у скривању 2006. године. До 2010. било је неколико лажних извјештаја о хапшењу Младића у медијима. У октобру 2010, Влада Србије је понудила награду за информације које могу допринијети хапшењу Младића, од 1 до 10 милиона евра. Према документима које је објавио Викиликс, Федерална служба безбједности Русије знала је мјесто боравка Младића, али је скривала ту информацију.
Адвокат породице Младић је Првом основом суду у Београду предао захтјев да се Младић прогласи мртвим у јуну 2010. године. Према закону Србије, као мртво лице може бити призната особа која је старија од 70 година и која пет година није виђена. Међутим, власти Србије су наставиле потрагу. Суд је у септембру одбацио захтјев породице Младић, због процесних недостатака.
Ратко Младић је ухапшен у селу Лазарево (око 80 км сјевероисточно од Београда) у јутро 26. маја 2011, а вијест о хапшењу је потврдио тадашњи предсједник Србије Борис Тадић, а због лошег здравственог стања саслушање је одложено. Хашком трибуналу је изручен 31. маја, а пред судом се први пут појавио 4. јула 2011. године.

##### Протести поводом хапшења
Протести поводом хапшења Ратка Младића су одржани од дана његовог хапшења 26. маја, до почетка јуна 2011. године. Одржани су у Новом Саду, Београду, Бањој Луци, Источном Сарајеву, Палама, Вишеграду, Зворнику, Калиновику, Фочи, Невесињу, Хан Пијеску, Козарској Дубици, Власеници, Требињу и Бијељини.
Протести због хапшења Ратка Младића су одржани на дан хапшења 26. маја 2011. у Новом Саду и Београду. Највећи протести су одржани у Београду 29. маја 2011. и Бањој Луци 31. маја 2011. године.

### Приватни живот
Раткова супруга Боса, дјевојачко презиме Једић, родом је из Херцеговине. Упознали су се на службовању у СР Македонији, гдје су се вјенчали на љето 1966. године. Син Дарко је ожењен, а његова супруга Биљана је 2. марта 2006. године родила дјечака. Дјечак је добио име Стефан у част Светог Стефана, крсне славе Републике Српске. Дарко са супругом живи у београдском насељу Баново брдо. Савез писаца Русије је 11. марта 2009. одржао свечаност додјеле награде „Императорска култура” Ратку Младићу, коју је у његово име примио његов син Дарко.
Младић је имао и кћерку Ану, која се 24. марта 1994. из до сада непознатих разлога упуцала пиштољем.

#### Самоубиство кћерке
Ана Младић (23), студент медицинског факултета, упуцала се 24. марта 1994. из трофејног пиштоља, који је њен отац Ратко Младић добио у војној школи за своја академска достигнућа. Околности Анине смрти су и даље мистерија: представници медија износили су разне тврдње да је њено тијело пронађено у крвљу упрсканој спаваћој соби или у оближњем парку или у шуми у близини Топчидерског гробља. Питање разлога извршења самоубиства је такође непознато: вјерује се да је Ана из медија сазнала за оптужбе против свог оца, због чега је починила самоубиство; сам Младић је тврдио да се његова кћерка није починила самоубиство и да је убијена.
Према појединцима који су добро познавали Ратка Младића, смрт његове кћерке била је озбиљан ударац Ратку. Један од српских команданата је рекао да је Анина смрт Ратков живот подијелила на два дијела и од тог удара није могао да се опорави. Младићу је послије хапшења накратко било дозвољено да посјети кћеркин гроб на Топчидерском гробљу, гдје је остао неколико минута.

## Суђење пред МКТЈ
Међународни кривични трибунал за бившу Југославију подигао је прву оптужницу против Младића и Караџића по шеснаест тачака 25. јула 1995, од којих је једна за геноцид и три за злочине против човјечности. Оптужнице се бавила злочинима широм Босне и Херцеговине, дешавањима у Сарајева и узимањем за таоце особље УН у мају и јуну 1995. године. Трибунал је поново подигао оптужницу против Младића и Караџића по двадесет тачака 14. новембра исте године, од којих је једна за геноцид и десет за злочине против човјечности. Оптужнице се бавила злочинима који су почињени након ослобађања Сребренице.
Трибунал је измијенио оптужницу против Младића 10. октобра 2002, обједињујући двије претходне. У измјењеној оптужници је смањен број оптужби, али су остале оне најтеже, тако да се Младић од 2002. теретио по петнаест тачака оптужнице, од којих је једна тачка била за геноцид и саучесништво у геноциду, седам тачака за злочине против човјечности и шест тачака за кршење закона и обичаја ратовања.
На захтјев Хашког трибунала, Младић је лишен пензије, која је редовно исплаћивана до новембра 2005. године. Сва његова непокретна имовина је замрзнута према Закону о замрзавању имовине хашким бјегунцима, који је усвојила Скупштина Србије и Црне Горе 7. априла 2005. године. Оптужница против Младића је мијењања три пута током 2011. године. Друга измијењена оптужница објављена је 1. јуна, у њој се Младић терети по једанаест тачака, од којих су двије тачке за геноцид, по шест тачки за злочине против човјечност и три тачке за кршење закона и обичаја ратовања. У трећој измјењеној оптужници од 20. октобра Младиће се и даље терети по једанаест тачака, с тим да је број тачака за злочине против човјечности смањен на пет, а број тачака за кршење закона и обичаја ратовања повећан на четири. Коначна четврта измијењена оптужница поднесена је 16. децембра и имала једанаест тачака, разликује се од претходне по томе што се Младић терети за 106 злочина, умјесто 196 злочина који су били наведени у првобитној оптужници.
Суђење Младићу је почело 16. маја 2012, али је сутрадан обустављено након објављивања уводне ријечи тужиоца због процедуралних грешака и настављено је 9. јула. Ратко Младић је на првом иступању пред судом 4. јула одбио да се изјасни о кривици. На првом засједању је оптужио Хашки трибунал за крајњу пристрасност, назвавши га „судилиштем”, јер суд посебно жели окривити Српску и Србију за почетак рата. Такође је рекао да је бранио свој народ и своју земљу и да је убијао непријатеље, не због њихове националности, него ради спашавања своје земље. Одбрана је апеловала на чињеницу да је Младић само извршавао наређења и не може бити кривично одговоран због поремећаја памћења, као и због немогућности да разграничи стварност и фикцију. Већ у децембру 2012. доживотно је осуђен за злочине у Сребреници Младићев помоћник генерал-мајор Здравко Толимир.
Предсједник Хашког трибунала Теодор Мерон изјавио је у октобру 2014. да се пресуда Младиће не очекује прије марта 2017. године. Љекари су саопштили да Младић због свог здравственог стања, не може учествовати у суђењу више од четири дана у седмици. Здравственим стањем Младића су се у љето 2015. посебно бавили руски љекари, што је довело до гласина о могућем лијечењу Младића у Русији под гаранцијом предсједника Руске Федерације.
Тужилац Алан Тигер је затражио да Младић буде осуђен на доживотно затвор 7. децембра 2016, наводећи да би било која друга пресуда била увреда за жртве. Првостепеном пресудом од 22. новембра 2017. осуђен је на доживотан затвор, по једној тачки оптужнице за геноцид, пет тачака оптужнице за злочин против човјечности и четири тачке оптужнице за кршење закона и обичаја ратовања, док је по једно тачки оптужнице за геноцид ослобођен.
Казну доживотног затвора потврдило му је судско вијеће Међународног резидуалног механизма за кривичне судове 8. јуна 2021, уз издвојено мишљење предсједавајуће судског вијећа судије Приске Матимба Нијамбе, која је изразила став да се поступак против Младића мора водити из почетка.

### Суђење лицима која су скривала Младића
Након хапшења Младића, покренут је кривични поступак против десет лица, која су га скривала у периоду од 2002. до 2006. године. Оптужени су:
- Марко Лугоња;
- Станко Ристић;
- Љиљана Васковић;
- Борислав Ивановић;
- Предраг Ристић;
- Саша Бадњар;
- Ратко Вучетић;
- Татјана Васковић Јањушевић;
- Бојан Васковић;
- Благоје Говедарица.

Првостепена пресуда из 2010, којом су оптужени већином били ослобођени или су оптужбе због застарјелости одбијене, укинута је и суђене је поновљено. Након 11 година од почетка поступка сви оптужени, осим Марка Лугоње, су ослобођени. Марко Лугоња је осуђен на условну казну од шест мјесеци.

## Јавно мњење

### Позитивно
Подршка грађана Младићу била је предмет неколико истраживања:
- Анкета NGO Strategic Marketing спроведена је у марту 2009. преко медијске куће Б92, у анкети је учествовало 1.050 грађана Србије. Учесницима анкете је постављено питање да ли би били спремни пружити информације неопходне за хапшење Ратка Младића, у замјену за износ од милион евра: 65% испитаника је рекло да никада не би преузели такав корак, 21% испитаника није дало одговор и 14% испитаника је рекло да би пристало то да учине. Повод за истраживање је била награда амбасаде САД у Србији од 1,3 милиона евра за сваку информацију о Ратку Младићу.[77]
- Национални савјет за сарадњу са Хашким трибуналом такође је спровео једну анкету, а резултати су били сљедећи:[78]
  - 78% испитаника изјавило је да су против изручења Ратка Младића МКТЈ;
  - 34% испитаника подржало је идеју хапшења Ратка Младића;
  - 40% испитаника изјавило је да Ратко Младић није ратни злочинац, него јунак.

На протестима против хапшења Ратка Младића, организованим у Београду 29. маја 2011. и у Бањој Луци 31. маја 2011, окупило се између 10 и 20 хиљада људи. На протестима, у знак подршке Младићу у Београду говорили су представници Српске радикалне странке на челу са Драганом Тодоровићем (замјеник Војислава Шешеља), моралну подршку Младићу пружила је глумица Јелена Жигон, професор Правног факултета Универзитета у Београду Коста Чавошки, генералов син Дарко Младић и дјеца Војислава Шешеља. На протесту у Бањој Луци говорили су предсједник Борачке организације Пантелија Ћургуз, министар рада и борачко-инвалидске заштите Петар Ђокић, као и генерал-пуковник ВРС Манојло Миловановић.
Дио грађана Русије изражавао је подршку Ратку Младићу, саосјећајући се са Србима и осуђујући двоструке стандарде САД и ЕУ.

### Негативно
Већина Бошњака, Хрвата и других народа са простора бивше Југославије Младића углавном види као ратног злочинца који се терети за убијање хиљада цивила. У Европској унији Младић се сматра, заједно са Радованом Караџићем и Гораном Хаџићем, главним војним и политичким вођом Срба током распада Југославије и једним од главних оптуженика у Хашком трибуналу.
Младићево хапшење поздравиле су рођаци убијених у Сребреници, међународне вође, међу којима су предсједник САД Барак Обама, предсједник Француске Никола Саркози, генерални секретар УН Бан Кимун и главни тужилац Хашког трибунала Серж Брамерц.
Хапшење и суђење Младићу подржали су поједини српски политичари, као што су тадашњи предсједник Србије Борис Тадић, в. д. предсједника Владе Мирко Цветковић и предсједник Народне скупштине Славица Ђукић Дејановић. Према CNN-у, Борис Тадић био је главна особа која је осигурала хапшење генерала Ратка Младића.